# 西光寺 (埼玉県伊奈町)
西光寺（さいこうじ）は、埼玉県北足立郡伊奈町にある真言宗智山派の寺院。

## 歴史
1553年（天文22年）頃、宥宣によって開山された。現在の桶川市にある明星院の末寺である。
当寺の本尊は行基作とされる阿弥陀如来像である。平安時代後期に制作されたもので、現在は埼玉県の文化財に指定されている。

## 文化財
- 木造阿弥陀如来坐像（埼玉県指定有形文化財 昭和47年3月28日指定）[3]

## 交通アクセス
- 内宿駅より徒歩12分。